# Upplandslagen
Upplandslagen var den lag som gällde i Uppland från 1296 till början av 1350-talet. Den utarbetades av en nämnd under Birger Persson till Finsta och försågs med kunglig stadfästelse. Fem handskrifter från 1300-talet finns idag bevarade.

## Historia
Enligt stadfästelsebrevet hade Tiundalands lagman Birger Persson givit tillkänna att den lag för de tre folklanden, som då var kringspridd i flera olika samlingar, ej längre var fullt skälig, däri var "somligt dunkelt utsagt och somligt mycket svårt att rätta sig efter". Rättsläget med den äldre lagen beskrevs som en tung olägenhet. Kung Birger Magnussons förmyndarstyrelse under marsken Tyrgils Knutsson, gav lagman Birger uppdraget att tillsätta en nämnd av de kunnigaste i de tre folklanden (Tiundaland, Attundaland och Fjädrundaland) vars uppdrag blev att fastställa vad gammal lag har varit och om vad i ny lag borde stadgas och sammanfogas. Birger tillsatte en nämnd på 15 man, utöver sig själv, som bestod av; från Tiundaland magister Andreas And, som var domprost i Uppsala, riddarna Röd Käldorsson och Bengt Bosson, samt Ulf Lagmansson, Hagbard från Söderby, Anders från Forkarby och Torsten från Sandbro; från Attundaland riddare Filip röde från Rundby, Håkan Lagman, Eskil den skelögde, Sigurd domare och Jon gåsabog; från Fjädrundaland Ulv från Önsta, Götrik och Ulvheden domare. Efter att man sammansatt den nya lagen kungjordes den på tinget och stadfästes av kung Birger Magnusson den 2 januari år 1296.  Det är nu fråga om en lagbok, som lagstiftaren förklarar har normativ kraft. Med tiden fortsatte lagen att utveckla sig och nya stadganden infördes i form av tillägg. I vissa fall förblev de som bihang efter huvudtexten, i andra fall kom de genom avskrivningar att inarbetades i lagen.
Lagen avsågs att gälla främst i de tre folklanden, samt norra Roden och Gästrikland. Den fick betydelse vid utformningen av de andra lagarna i Svealand där dess lagbud blandades med gamla stadganden från respektive lagsagor. Lagen efterträddes först vid början av 1350-talet av Magnus Erikssons landslag. Då denna lag saknade kyrkolag infogades ofta Upplandslagens kyrkobalk här och kom så att användas i de efterföljande landslagarna ända in på 1600-talet.

## Förlagor
Enligt stadfästelsebrevet bestod den tidigare lagen av en sammanblandning av äldre rättsordningar som varit spridda i flera flockar. Möjligen kan detta syfta på att de eventuellt tidigare lagarna för Fjädrundaland och Attundaland inarbetats i en Tiundalandslag. I Olof den heliges saga berättar Snorre Sturlasson att denna lag skulle äga vitsord i allt, där lagarna skilde sig åt. Tyvärr saknas all kännedom om folklandens gamla lagar. Olaus Petri nämner i sin svenska krönika att han sett en gammal lagbok som använts i Uppland och av dess stadgande "om Prästa och Biskopsarf" att döma bör den varit skriven före de kanoniska förändringarna efter Skänninge möte år 1248. Han anför ett exempel där ur; "Döör swensker prester, taki barn hans arff och orff; är ey barn til, taki then arff och orff honom är nester och kyni kunnaster. Döör Vtlendzsker prester, Engelsker eller Dansker, taki biscopir arff och orff. Döör Swensker biscoper, taki barn hans arff och orff; ära ej barn til, taki then arff och orff som honom är nester och kyni kunnaster. Döör Vtlendzsker biscoper, stondi arff och orff undir staff och stool". Förmodligen är alltså detta som Olaus Petri citerar hämtat ur en rättsbok för de uppländska folklanden men som senare förkommit. Man märker här vilka ovärderliga handskrifter ännu bevarats in på 1500-talet men sedan gått förlorade.
Enligt förordet i Upplandslagen bestod den tidigare lagen av Vigers flockar och uppländsk lag, vilket tydligen är två motsatser. Denne Viger Spå kan inte verifieras i andra källor. Han anges ha varit hedning och kallas "lagha yrkir", alltså lagens utarbetare, och hans grundlagda arbete kallas en "laghsagha". En viss likhet finns med den hedniske Lumber som nämns vara Västergötlands förste lagman, varför den lagen kallades Lums lag. Både Viger och Lumb skulle haft sin verksamhet i förkristen tid men traditionerna om dem är sent nedtecknade. Det är dock tydligt att det äldre material som användes vid redigeringen av den nya lagen på 1290-talet inte var indelat i balkar utan endast i flockar.
Till lagen har även infogats material från en mängd kungliga stadgor. I Ärvdabalken nämns så "all den rätt, som är uppländsk lag och helige konung Erik gav". Köpmålabalkens regler om gästning och rättare går delvis tillbaka på Birger Jarls edsöreslagstiftning och Alsnöstadgan. Här nämns också "Denna lag gav oss konung Magnus Ladulås, då närvarande vore de flesta av de bästa, som var i hans råd, och många andra goda män". Helgdagsbrott, hor, och böter till biskopen för vissa brott i kyrkobalken stadgades 1281 i biskop Brynolfs stadga. Något märkligt är det att beslut fattade i Skänninge stadga 1284 ej till fullo infogats i lagen. Detta har förklarats med att lagkommissionens huvuduppgift varit att förnya de tre folklandens gamla rätt och anpassa den till ett nytt enhetligt område.

## Lagens indelning i balkar
- Kyrkobalken
- Konungabalken
- Ärvdabalken
- Manhelgdsbalken
- Jordabalken
- Köpmålabalken
- Byalagsbalken
- Rättengsbalken

Själva lagen inleds med ett förord. Tre av de fem medeltida handskrifterna är även försedda med kung Birger Magnussons stadfästelsebrev. Två av de medeltida lagarna har dessutom ett tillägg, additament. Uppsalahandskriften har detta tillägg i slutet och i en av Stockholmshandskrifterna är de infogade i texten.

## Konungabalken
Upplandslagen är den första landskapslag som har en konungabalk. Denna är uppdelad i tolv stycken under tre avdelningar; Konungaval, Edsöreslagarna och Ledung. Om formerna vid konungaval stadgas följande i första stycket: "Nu tarva landen välja konung. Då skola de tre folklanden, det är Tiundaland och Attundaland och Fjädrundaland, först taga konung. Upplands lagman skall vid Uppsala först döma honom till konung, därefter de andra lagmännen, den ene efter den andre: södermännens, östgötarnas, Tio härads, västgötarnas, närkingarnas och västmännens. De skola döma honom till krona och konungadöme, att råda över landen och styra riket, att styrka lag och hålla fred. Då har han fått laglig rätt till Uppsala öd".

## Kyrkobalken
Kyrkobalken är av särskilt stor betydelse, eftersom den kom att användas under flera hundra år och delvis hade betydelse till och med efter reformationen.

## Källmaterialet
Fem nära nog kompletta medeltida handskrifter av lagen finns bevarade idag. De är alla nedtecknade omkring mitten av 1300-talet. Från ännu en 1300-tals handskrift återstår några blad. I en handskrift av Hälsingelagen från 1300-talets mitt ingår Ärvdabalken. Själva kyrkobalken ingår i cirka 120 upplagor av Landslagen och Stadslagen. Till källmaterialet kan även räknas den äldsta tryckta upplagan av Jonas Bure, då den ursprungliga edition han använde numera gått förlorad.
Upplandslagen trycktes första gången 1607 av Jonas Bure. Därefter utgavs den åter 1643, 1650 och 1665. År 1700 kom en latinsk översättning av Carolus Lundius och Olof Rudbeck den äldre. År 1834 utkom en mer textkritisk version av Carl Johan Schlyter. År 1902 utgav Otto von Friesen den då upptäckta Ängsö-handskriften. På senare tid har fragment av lagen behandlats och lagen har översatts till andra språk, bland annat till franska år 1908. År 1933 behandlades åter lagen av Åke Holmbäck och Elias Wessén.